# 源流寺 (長野県木曽町)
源流寺（げんりゅうじ）は 長野県木曽郡木曽町開田高原西野にある臨済宗妙心寺派の寺院。山号は見嶽山。

## 歴史
開田高原の下栗尾に「南無阿弥陀仏」の石碑があるが、かつてその場所には釈迦堂があった。
寛文5年(1665年)7月、そこに安置されていた釈迦如来像を本尊として、木曽福島の長福寺六世の高安が開基し、七世の澤堂智仁が、見嶽山 源流菴として開山した。
このことは、歴代住持の墓地の右端に建てられている記念碑は、文字が磨滅して判読しがたいものの、長福寺六世の高安が創建開基として起工し、その後を嗣いだ澤堂によって寛文5年に竣工し、開山初代住持を澤堂智仁として開山したと彫られている。
六世の明洲慧聰の代に中興し再建されたと伝わるが、その年月日は不明である。
源流寺の墓地の中央部に、「当寺造立中興開基 至岳順道居士」と刻まれた供養塔がある。
至岳順道居士とは当時、西野村の庄屋であった青木太左ヱ門友貞の戒名であり、宝暦9年(1759年)に44歳で没していることから、源流菴の中興と再建は、明暦年間の(1751～1759年)であると推察できる。
天保11年(1840年)から十世の法巖禅而は、28年間住持を勤め、
弘化2年(1845年)には観音堂(本尊:馬頭観世音菩薩)を建立した。
明治元年(1868年)、尾張国丹羽郡善師野村の禅徳寺に移り、12年後に遷化した。
明治元年(1868年)に十一世となった雪堂恵桃は、明治14年(1881年)、長福寺十七世の湘山と法を分かち、源流菴を法地とした。
大正14年(1525年)7月、十二世の雪渓恵行の代に本堂を改築し再建した。
昭和17年(1942年)3月31日付けで、大本山妙心寺の指令により寺号に昇格し、源流寺に改号した。
昭和40年(1965年)5月、十三世の夾山清宗は、方丈を造作し、玄関の増築を行った。
昭和55年(1980年)3月1日の早朝、風呂の火の不始末により出火し、仏像・仏器・檀徒の位牌・過去帳などを焼失した。
僅かに観音堂内に安置されていた馬頭観世音菩薩像、三井寺より妻籠の光徳寺を経て、観音堂に安置されていた如意輪観世音菩薩像が運び出されて無事であった。
その後、再建されて今日に至っている。近年は定期的な座禅会や、夏は子供の泊まり座禅会などを行っている。

### 境内
- 本堂・庫裡
- 観音堂
- 源流寺開山の記念碑
- 源流寺開山の澤堂和尚の無縫塔
- 源流寺中興の記念碑
- 源流寺山門前右側にある石碑